# Ampfing
Ampfing est une commune de Bavière en Allemagne, situé à 8 km de Mühldorf am Inn.
L'empereur Louis IV de Bavière y battit Frédéric d'Autriche en 1322. Le général Moreau y eut en 1800 un engagement avec les Autrichiens.

## Géographie

Panorama.

### Quartiers
| - Aiching - Aidenbach - Ampfing - Attenhausen - Berg - Boxham - Bubing - Dirlafing - Edgarten - Edmühle - Eichheim - Eigelsberg - Fachenberg - Faitzenham - Furth - Göppenham | - Hagenau - Haid - Hasenwinkel - Heisting - Hiebl - Hinmühl - Holzgasse - Holzhäusl - Holzheim - Isengrund - Kramerding - Lain - Lutzenberg - Manharting - Neuhaus - Notzen | - Oberaichet - Oberalmsham - Oberapping - Oberberg - Oberhof - Oberkiefering - Oberneuling - Peitzabruck - Point - Rabein - Radlbrunn - Ratzing - Reibbruck - Reit - Salmanskirchen - Schicking | - Stefanskirchen - Steng - Stetten - Unteralmsham - Unterneuling - Utzing - Vogging - Waldsberg - Weidachmühle - Weiher - Wendling - Wimpasing - Windstoß - Zaismaier - Zollbruck |